# Proterogyrinidae
Proterogyrinidae ese una familia de tetrápodo extintos pertenecientes al suborden Embolomeri que vivió durante el periodo Carbonífero. El género típico fue Proterogyrinus.